# ريتشارد رايت (لاعب كريكت)
ريتشارد رايت (1903 - 1991)  (بالإنجليزية: Richard Wright)‏ هو لاعب كريكت بريطاني (وحمل سابقاً جنسية المملكة المتحدة لبريطانيا العظمى وأيرلندا).